# Rocket “88”
Rocket “88” (alternativ: Rocket 88) ist ein Rhythm-and-Blues-Lied, das Ike Turner und seine Band Kings of Rhythm erstmals im März 1951 einspielten. Bei der Vermarktung wurde allerdings der Bandname Jackie Brenston and his Delta Cats genutzt. Das Lied beeinflusste in den folgenden Jahren wesentlich die Entwicklung des Rock ’n’ Roll. Viele Autoren halten Jackie Brenstons Version von Rocket “88” für die erste oder zumindest eine der ersten Rock-’n’-Roll-Aufnahmen.

## Entstehungsgeschichte
Der in Clarksdale, Mississippi, geborene Musiker Ike Turner trat seit den ersten Nachkriegsjahren zusammen mit seiner Band Kings of Rhythm regelmäßig in seiner Heimatstadt und in Städten des Mississippi Delta auf. Zur Band gehörte seit 1950 unter anderem der ebenfalls aus Clarksdale stammende Jackie Brenston, der in erster Linie das Tenorsaxophon spielte, nach dem Weggang des Sängers Johnny O’Neal aber wiederholt auch Gesangspartien übernahm. Anfang 1951 lud der Musikproduzent Sam Phillips nach Vermittlung von B.B. King den damals erst 19-jährigen Ike Turner und die Kings of Rhythm zu einer Aufnahmesession nach Memphis, Tennessee ein. Die Aufnahmen fanden in den Studios des Memphis Recording Service statt, ein im Sommer 1950 gegründeter Vorläufer der Sun Studios. Eine Bedingung war, dass die Band ein eigenes Stück einspielte. Brenston, der etwas älter als der Bandleader war, schlug ein Lied mit den Themenkomplexen Mädchen, Alkohol und Autos vor. Er verfasste den Text und gilt als Komponist, während Turner „nur“ als Arrangeur geführt wird. Brenston griff unmittelbar auf den 1947 von Jimmy Liggins eingespielten Cadillac Boogie zurück und übernahm Versmaß und Textstruktur sowie Grundzüge des Inhalts. Allerdings ersetzte er den Cadillac, einen Wagen eines US-amerikanischen Herstellers von Oberklasseautomobilen, durch den Oldsmobile 88, ein kurz zuvor neu vorgestelltes, sportliches Fahrzeug mit Achtzylindermotor, das in der Werbung den Beinamen „Rocket“ (Rakete) erhalten hatte. Brenston bestätigte später ausdrücklich, er habe den Cadillac Boogie kopiert.

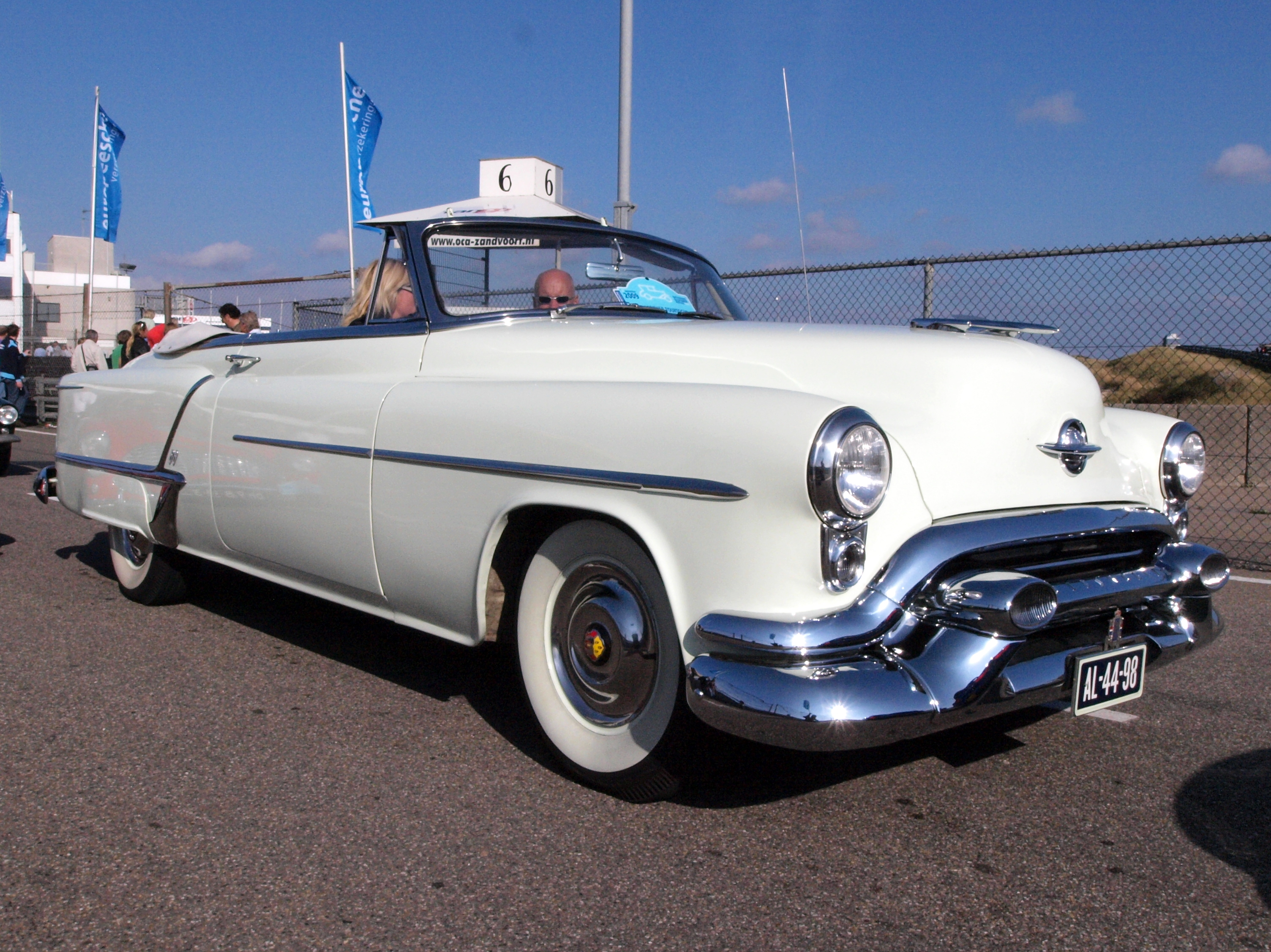
Oldsmobile 88 („Rocket“)

Inhaltlich beschreibt das Lied zum einen das Auto und seine technischen Besonderheiten, zum anderen seine Wirkung auf Mädchen und schließlich eine gemeinsame Fahrt, die in einer Kneipe endet. Wenn Brenston über Cruisin’ and Boozin’ along (etwa: herumfahren und sich betrinken) singt, gehen diese Handlungsstränge „untrennbar ineinander auf“:

Vee-eight Motor, and this modern design, black convertible top and the gals don’t mind.

„V8-Motor und dieses moderne Design, schwarzes Cabriodach, und die Mädchen stellen sich nicht so an.“

Ein weiteres, damals beliebtes Motiv war die Zahl 88, die typische Tastenzahl eines Klaviers. Bereits 1949 hatte Pete Johnson mit diesem Motiv die Instrumentalstücke Rocket 88 Boogie (Part 1 + 2) veröffentlicht.

## Die Originalaufnahme

### Besetzung und Aufnahme

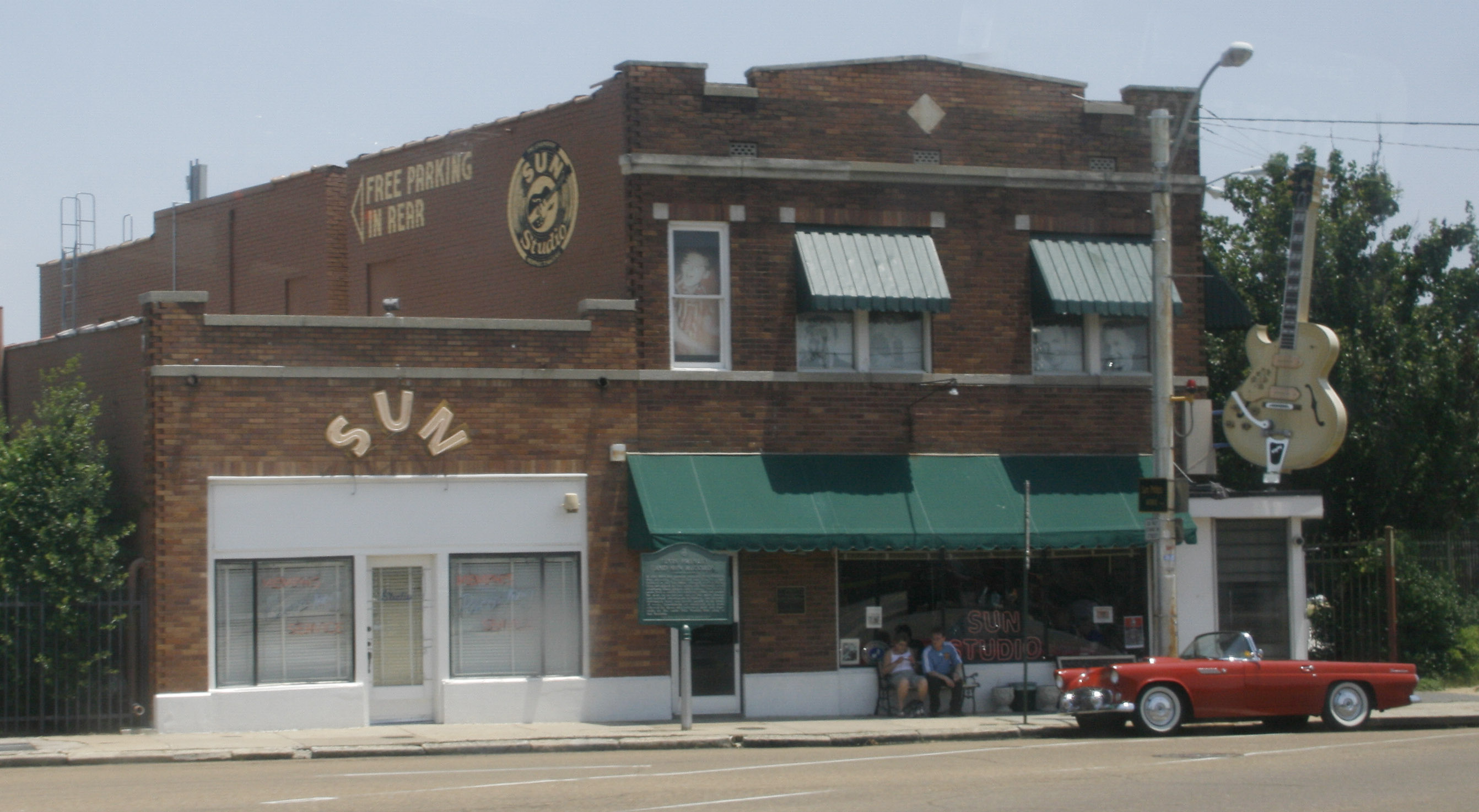
Der Aufnahmeort von Rocket “88” in Memphis, Tennessee, kurz darauf als „Sun Studio“ bekannt

Ike Turner und die Kings of Rhythm nahmen Rocket “88” am 3. oder am 5. März 1951 in Sam Phillips’ Studio in Memphis auf. Die Band war mit Brenston (Gesang), Turner (Klavier), Raymond Hill (Tenorsaxophon), Willie Kizart (Gitarre) und Willie Sims (Schlagzeug) besetzt. Sam Phillips produzierte die Einspielung.
Zu den Besonderheiten dieser Aufnahme gehört einerseits Ike Turners Piano-Intro, das Little Richard einige Jahre später unverändert für Good Golly Miss Molly übernahm, und andererseits der verzerrte Klang der Gitarre. Rocket “88” gilt als eine der ersten Platteneinspielungen mit Verzerrung. Der Effekt war allerdings zufällig durch einen Schaden am Gitarrenverstärker entstanden. Je nach Quelle war der Röhrenverstärker der Band auf dem Weg nach Memphis vom Dach des Transportwagens gefallen, im undichten Kofferraum durch eindringendes Regenwasser oder aber durch nachlässiges Behandeln beim Leerräumen des Kofferraums wegen eines Reifenwechsels beschädigt worden. Der ungewöhnliche, neue Gitarrenklang wurde Vorbild für die sogenannte „Fuzz Guitar“, einen Verzerrer-Effekt, der üblicherweise mit einem speziellen Effektgerät erzeugt wird, der Fuzzbox. Schließlich erreichte das Saxophonspiel des damals 17-jährigen Raymond Hill einen neuen, bislang unbekannten Grad an „Rauheit und Wildheit.“
Jedes Bandmitglied erhielt 20 US-$ für die Aufnahme. Brenston verkaufte die Rechte an dem Lied für 910 US-$ an Sam Phillips.
Vier Monate nach Rocket “88” nahmen Brenston und die Delta Cats mit My Real Gone Rocket eine Folgeversion auf (Chess Nummer 1469), die musikalisch sehr ähnlich war, aber nur geringen Erfolg hatte.

### Erfolg

Printwerbung für Rocket 88.

Sam Phillips lizenzierte das 1950 gegründete Chicagoer Schallplattenlabel Chess Records mit der Veröffentlichung des Liedes. Rocket “88” erhielt bei Chess die Nummer 1458. Auf der B-Seite erschien Come Back Where You belong. Chess brachte die Platte im April 1951 landesweit heraus. Sie wurde nicht Ike Turner, sondern Jackie Brenston zugeordnet, der auch als alleiniger Autor des Liedes geführt wurde. Die Kings of Rhythm erhielten für diese Veröffentlichung den auf das Mississippi-Delta anspielenden Namen Delta Cats. Die Entscheidung für diese Art der Vermarktung fiel bei Chess; eine Abstimmung mit Ike Turner hatte es nicht gegeben.
Sam Phillips’ Beziehungen zu verschiedenen Diskjockeys führten dazu, dass zahlreiche Radiostationen Rocket “88” immer wieder spielten. Unter ihnen waren auch Radiosender mit weißem Publikum. Nach Ansicht von Ike Turner war Rocket “88” eine der ersten Aufnahmen schwarzer Musiker, die Eingang in das Programm weißer Radiosender fanden. Im Sommer 1951 erreichte die Aufnahme Platz eins der Rhythm & Blues Charts und blieb dort länger als einen Monat. Rocket “88” war der erste Nummer-eins-Hit von Chess Records in diesem Segment.
Der Erfolg der Aufnahme führte zum Zerwürfnis zwischen Turner und Brenston und ließ die Kings of Rhythm auseinanderbrechen. Turner sah sich als übervorteilt an, weil er weder als Autor des Liedes genannt wurde noch sein Name oder seine Band mit dem Titel in Verbindung gebracht wurde. Brenston wiederum wollte angesichts des Erfolgs zum neuen Frontmann der Kings of Rhythm werden, was Turner verweigerte. Brenston verließ Turner und nahm, angeregt von Sam Phillips, einzelne Mitglieder der Kings of Rhythm mit. Nachdem er einige erfolglose Aufnahmen für Chess eingespielt hatte, kehrte er 1955 zu Turner zurück und nahm einen Platz als zweiter Saxophonist ein. 1961 trennte er sich, mittlerweile schwer alkoholkrank, endgültig von Turner.

## Bedeutung: Der erste Rock-’n’-Roll-Song?
Die Originalaufnahme von Rocket “88” wurde in den späten 1960er-Jahren oftmals als erster Rock-’n’-Roll-Song bezeichnet. Es besteht die Vermutung, dass diese Einschätzung auf Sam Phillips zurückzuführen ist. In der aktuellen Literatur wird das differenzierter gesehen. Die meisten Autoren billigen dem Lied einen besonderen Einfluss auf die Entwicklung des Rock ’n’ Roll zu, sehen in Rocket “88” aber nicht „das erste Rock-’n’-Roll-Lied.“ Heute wird die Geschichte des Rock ’n’ Roll zumeist als ein Prozess verstanden, der sich über mehrere Monate oder Jahre hinweg weiterentwickelte. Rocket “88” sei ein weiterer Schritt in diesem Prozess gewesen. Ike Turner sah in Rocket “88” rückblickend eine reine Rhythm-&-Blues-Nummer, die allerdings den Weg zum Rock ’n’ Roll geebnet habe: Nach seiner Auffassung hätte es den Rock ’n’ Roll ohne Rocket “88” nicht gegeben.

## Musikalische Einordnung
Hinsichtlich der Struktur folgt Rocket “88” noch dem gewohnten Muster des Twelve-bar Blues mit jeweils zwölf Takten und einer weitgehend vorgegebenen Harmoniefolge. Mit 170 Beats per minute ist das Lied für seine Zeit ungewöhnlich schnell, weshalb es mitunter als Up-tempo-Nummer eingestuft wird. Stilistisch orientiert es sich am Jump Blues und der zeitgenössischen Swing Combo Music. Ungewöhnlich und aus Sicht mancher Beobachter neuartig war das raue Spiel und der enthusiastische Gesangsstil in Verbindung mit der verzerrten Gitarre, dem prägnanten Klavierspiel und dem Saxophonsolo.

## Einfluss des Liedes auf andere Künstler
Eine Renaissance erlebte Rocket “88” im Jahr 1966 durch seine Aufnahme in die Kompilation Chicago/The Blues/Today!, einer Zusammenstellung von als bedeutsam erachteten Blues-Songs auf drei Langspielplatten, die von Kritikern und Musikern vielfach gelobt wurde. Der Interpret auf dieser Aufnahme ist das Jimmy Cotton Blues Quartet.
Zu Ehren des Songs gab sich die 1978 gegründete Boogie-Band um Alexis Korner, Ian Stewart, Bob Hall und Charlie Watts den Namen Rocket 88. Eine 1980 gegründete kalifornische Bluesband, deren Stil mitunter als „Rock-a-Boogie“ bezeichnet wird, nannte sich Mitch Woods & His Rocket 88s.
Ein weiteres Revival erlebte das Lied 2003 durch die Aufnahme in die CD-Box Martin Scorsese Presents The Blues: A Musical Journey nebst Dokumentarfilm und Begleitbuch des US-amerikanischen Regisseurs Martin Scorsese.

## Coverversionen
Im Laufe der Jahre entstand eine Reihe von Coverversionen von Rocket “88”:
- Bill Haley and The Saddlemen (Juni 1951)
- Jimmy Cotton Blues Quartet (April 1966)
- Johnny Mars (1976)
- Nine Below Zero (1980)
- Downchild Blues Band (1981)
- Mitch Woods (1984)
- Andy J. Forest Band (1989)
- Warrior Soul (1991)
- Pepe Ahlqvist (1991)
- Buster Poindexter (1994)
- Nappy Brown & Kip Anderson (1996)
- The Alligators (1996)
- Bernard Allison (1997)
- Joey Welz (2001)
- Rob Stone & The C-Notes (2003)
- John Lindberg Trio (2006)